# 奥利亚斯德尔雷
奥利亚斯德尔雷，是西班牙卡斯蒂利亚-拉曼恰托莱多省的一个市镇。总面积40平方公里，总人口4729人（2001年），人口密度118人/平方公里。